# Hsunycteris dashe
Hsunycteris dashe és una espècie de ratpenat de la família dels fil·lostòmids. És endèmic de l'Amazònia peruana. Es tracta del representant més gros del gènere Hsunycteris, amb una llargada de 45–61 mm. El seu hàbitat natural són els boscos primaris situats en terreny interfluvial i muntanyós. L'espècie fou anomenada en honor de Dashe, un heroi del poble matsé. Com que fou descobert fa poc, la Unió Internacional per a la Conservació de la Natura (UICN) encara no n'ha avaluat l'estat de conservació.